# Ivian Sarcos

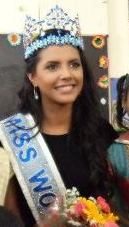
Ivian Sarcos

Ivian Lunasol Sarcos Colmenares (* 26. Juli 1989 in Guanare) ist eine venezolanische Schönheitskönigin. Die in einer Klosterschule aufgewachsene Diplomatie-Studentin, die bei einem Rundfunksender arbeitet, wurde zunächst Miss Amazonas und dann Miss Venezuela im Jahr 2010 und am 6. November 2011 in London zur Miss World gewählt. Bei der Wahl in London setzte sie sich unter 120 Teilnehmerinnen durch. Auf den zweiten Platz kam die Philippinerin Gwendoline Gaelle Sandrine Ruais vor Miss Puerto Rico, Amanda Victoria Vilanova Perez, auf Rang drei.
Nachdem sie im Alter von acht Jahren ihre Eltern verloren hatte, wuchs Ivian mit insgesamt 12 Geschwistern als Vollwaise in einem Kloster im Bundesstaat Cojedes auf. Ihre Mutter stammte aus Spanien und hieß María Brígida Colmenares, ihr Vater Juan María Sarcos war Kaufmann und stammte aus dem venezolanischen Bundesstaat Yaracuy. Ursprünglich wollte sie Nonne durch eine Ausbildung im Kloster „Santa María Micaela“ in der Stadt San Carlos werden, bis sie schließlich realisierte, dass sie als Model erfolgreich sein könnte.